# Polly Moran
Polly Moran, all'anagrafe Pauline Theresa Moran (Chicago, 28 giugno 1883 – Los Angeles, 25 gennaio 1952), è stata un'attrice statunitense.

## Biografia
Nata nell'Illinois, a Chicago, Polly Moran iniziò a lavorare nel vaudeville, girando per gli Stati Uniti, l'Europa e il Sudafrica. Lasciò il teatro nel 1914, firmando un contratto con Mack Sennett ai Keystone Studios.

## Filmografia
- When Joe Went West - cortometraggio (1913)
- Ambrose's Little Hatchet, regia di Walter Wright - cortometraggio (1915)
- Caught in the Act, regia di Frank Griffin - cortometraggio (1915)
- The Beauty Bunglers, regia di Charles Avery - cortometraggio (1915)
- Their Social Splash, regia di Charles Avery e Arvid E. Gillstrom - cortometraggio (1915)
- Those College Girls, regia di Mack Sennett - cortometraggio (1915)
- A Favorite Fool, regia di Edwin Frazee  - cortometraggio (1915)
- Her Painted Hero, regia di F. Richard Jones - cortometraggio (1915)
- His Father's Footsteps, regia di Frank Griffin e Ford Sterling - cortometraggio (1915)
- Fatty and the Broadway Stars, regia di Roscoe 'Fatty' Arbuckle  - cortometraggio (1915)
- The Hunt, regia di Charles Parrott e Ford Sterling - cortometraggio (1915)
- A Movie Star, regia di Fred Hibbard - cortometraggio (1916)
- Love Will Conquer, regia di Edwin Frazee - cortometraggio (1916)
- The Village Blacksmith, regia di Hank Mann - cortometraggio (1916)
- By Stork Delivery, regia di Fred Hibbard - cortometraggio (1916)
- An Oily Scoundrel, regia di Edwin Frazee - cortometraggio (1916)
- A Bath House Blunder
- His Wild Oats
- Madcap Ambrose
- Pills of Peril
- Vampire Ambrose
- Her Fame and Shame
- His Naughty Thought
- Cactus Nell
- he Needed a Doctor
- His Uncle Dudley
- Roping Her Romeo
- The Pullman Bride, regia di Clarence G. Badger - cortometraggio (1917)
- Taming Target Center, regia di William Campbell, Hampton Del Ruth - cortometraggio (1917)
- Hold Me Tight, regia di Slim Summerville (1920)
- Fragilità, sei femmina! (The Affairs of Anatol), regia di Cecil B. DeMille (1921)
- La lettera scarlatta, regia di Victor Sjöström (1926)
- The Callahans and the Murphys, regia di George W. Hill (1927)
- Are Brunettes Safe?, regia di James Parrott (1927)
- Il fantasma del castello (London After Midnight), regia di Tod Browning (1927)
- The Enemy, regia di Fred Niblo (1927)
- Mentre la città dorme (While the City Sleeps), regia di Jack Conway (1928)
- Maschera nera, cavallo bianco (Beyond the Sierras), regia di Nick Grinde (1928)
- Fifì dimmi di sì (Hot for Paris), regia di Raoul Walsh (1929)
- Arcobaleno (Chasing Rainbows), regia di Charles Reisner (1930)
- The Rounder, regia di J.C. Nugent - cortometraggio (1930)
- Come rubai mia moglie (The Girl Said No), regia di Sam Wood (1930)
- La borsa e la vita (Caught Short), regia di Charles Reisner (1930)
- Cow boy per forza (Way Out West), regia di Fred Niblo (1930)
- Those Three French Girls, regia di Harry Beaumont e, non accreditato, Erle C. Kenton (1930)
- Way for a Sailor, regia di (non accreditato) Sam Wood (1930)
- Crazy House, regia di Jack Cummings (1930)
- La banda dei fantasmi (Remote Control), regia di Nick Grinde, Edward Sedgwick e Malcolm St. Clair (1930)
- Debito d'odio (Paid), regia di Sam Wood (1930)
- Istituto di bellezza (Reducing), regia di Charles F. Reisner (1931)
- I gioielli rubati (The Stolen Jools), regia di William C. McGann (1931)
- It's a Wise Child, regia di Robert Z. Leonard (1931)
- Lo sciopero delle mogli (Politics), regia di Charles Reisner (1931)
- Mani colpevoli (Guilty Hands), regia di W. S. Van Dyke (1931)
- The Christmas Party, regia di Charles Reisner (1931)
- Chi la dura la vince (The Passionate Plumber), regia di Edward Sedgwick (1932)
- Prosperity, regia di Sam Wood (1932)
- Le plombier amoureux, regia di Claude Autant-Lara (1932)
- Alice nel Paese delle Meraviglie (Alice in Wonderland), regia di Norman Z. McLeod (1933)
- La grande festa (Hollywood Party), regia di Richard Boleslawski (1934)
- Non sono una spia (Tom Brown's School Days), regia di Robert Stevenson (1940)
- Meet the Missus, regia di Malcolm St. Clair (1940)
- La costola di Adamo (Adam's Rib), regia di George Cukor (1949)
- L'autista pazzo (The Yellow Cab Man), regia di Jack Donohue (1950)